# Cercospora carotae
Cercospora carotae är en svampart som först beskrevs av Giovanni Passerini, och fick sitt nu gällande namn av Kazn. & Siemaszko 1929. Cercospora carotae ingår i släktet Cercospora och familjen Mycosphaerellaceae.   Inga underarter finns listade i Catalogue of Life.